# Nabelschnurumschlingung
Die Nabelschnurumschlingung (NSU) ist eine häufige Form der Nabelschnurkomplikation. Sie bezeichnet die ein- oder mehrfache Umschlingung eines Körperteils oder mehrerer Körperteile (Hals, Arme, Beine oder Rumpf) durch die Nabelschnur.
Eine Nabelschnurumschlingung wird bei etwa 20 % der Geburten beobachtet. Eine lange Nabelschnur sowie eine zu große Fruchtwassermenge (Polyhydramnion) begünstigen die Entstehung einer Nabelschnurumschlingung.
Bei einer schlaffen Umschlingung entsteht keine Gefährdung für die Sauerstoffversorgung des Feten. Eine straffe Umschlingung, insbesondere des Halses, kann jedoch zu einer erheblichen Verringerung der Durchblutung führen. In solchen Fällen ist meist im CTG ein Absinken der fetalen Herzfrequenz (Dezelerationen) zu registrieren. Die NSU ist nur selten Ursache für einen intrauterinen Fruchttod.
In der Pränatalperiode kann man die Nabelschnurumschlingung mit der Doppler-Sonographie nachweisen. Eine diagnostische oder therapeutische Konsequenz leitet sich daraus jedoch nur bei CTG-Auffälligkeiten ab.